# Live Over Europe (Fates Warning)
Live Over Europe è un album dal vivo del gruppo progressive metal americano Fates Warning.

## Il disco
Prodotto da Jim Matheos, missato da Jen Bogren e masterizzato da Tony Lindgren ai Fascination Street Studios in Svezia, Live Over Europe, terzo album dal vivo dei Fates Warning, viene pubblicato il 29 giugno 2018 dalla Inside Out.
Il disco è stato registrato, a gennaio 2018, in svariate location - Aschaffenburg (Germania), Belgrado (Serbia), Salonicco e Atene (Grecia), Roma e Milano (Italia), Budapest (Ungheria) e Lubiana (Slovenia) - durante il secondo tour europeo, come headliner, in supporto dell'album Theories of Flight; presenta una selezione di brani che attraversano i trent’anni di carriera della band dalla venuta del cantante Ray Alder.
Dall'album, è stato tratto un video promozionale The Light and Shade of Things (live 2018).

## Tracce
Disco 1
1. From the Rooftops – 7:45 (Matheos, Alder, Jarzombek) – Aschaffenburg (Germania), 19 gennaio 2018
2. Life in Still Water – 5:11 (Matheos) – Aschaffenburg (Germania), 19 gennaio 2018
3. One – 4:35 (testo: Alder – musica: Matheos) – Belgrado (Serbia), 25 gennaio 2018
4. Pale Fire – 4:10 (Matheos) – Belgrado (Serbia), 25 gennaio 2018
5. Seven Stars – 5:40 (Matheos, Alder) – Salonicco (Grecia), 26 gennaio 2018
6. SOS – 4:28 (Matheos, Alder) – Salonicco (Grecia), 26 gennaio 2018
7. Pieces of Me – 3:57 (testo: Matheos , Alder – musica: Matheos) – Roma (Italia), 21 gennaio 2018
8. Firefly – 5:04 (Matheos, Alder) – Roma (Italia), 21 gennaio 2018
9. The Light and Shade of Things – 9:26 (Matheos, Alder) – Milano (Italia), 20 gennaio 2018
10. Wish – 4:22 (Matheos) – Budapest (Ungheria), 24 gennaio 2018
11. Another Perfect Day – 4:18 (Matheos) – Budapest (Ungheria), 24 gennaio 2018
12. Silent Cries – 3:31 (testo: Matheos – musica: Matheos, Aresti, DiBiase, Zimmermann) – Budapest (Ungheria), 24 gennaio 2018
13. And Yet It Moves – 14:05 (Matheos) – Budapest (Ungheria), 24 gennaio 2018

Disco 2
1. Still Remains – 15:06 (Matheos) – Milano (Italia), 20 gennaio 2018
2. Nothing Left to Say – 7:13 (Matheos) – Lubiana (Slovenia), 23 gennaio 2018
3. Acquiescence – 4:21 (Matheos) – Lubiana (Slovenia), 23 gennaio 2018
4. The Eleventh Hour – 8:12 (Matheos) – Aschaffenburg (Germania), 19 gennaio 2018
5. Point of View – 5:00 (Matheos) – Aschaffenburg (Germania), 19 gennaio 2018
6. Falling – 1:49 (Alder, Matheos) – Atene (Grecia), 27 gennaio 2018
7. A Pleasant Shade of Gray, Part IX – 4:17 (Matheos) – Atene (Grecia), 27 gennaio 2018
8. Through Different Eyes – 4:11 (Matheos) – Atene (Grecia), 27 gennaio 2018
9. Monument – 6:04 (Matheos) – Atene (Grecia), 27 gennaio 2018
10. Eye to Eye – 5:00 (Matheos) – Atene (Grecia), 27 gennaio 2018

### LP
Disco 1
- Lato I

1. From the Rooftops
2. Life in Still Water
3. One
4. Pale Fire

- Lato II

1. Seven Stars
2. SOS
3. Pieces of Me
4. Firefly

Disco 2
- Lato III

1. The Light and Shade of Things
2. Still Remains

- Lato IV

1. And Yet It Moves
2. Wish
3. Another Perfect Day
4. Silent Cries

Disco 3
- Lato V

1. Nothing Left to Say
2. Acquiescence
3. The Eleventh Hour
4. Point of View

- Lato VI

1. Falling
2. A Pleasant Shade of Gray, Part IX
3. Through Different Eyes
4. Monument
5. Eye to Eye

## Formazione
- Ray Alder - voce
- Jim Matheos - chitarra
- Joey Vera - basso e voce
- Bobby Jarzombek - batteria
- Michael Abdow - chitarra e voce

## Classifiche
| Anno | Classifica                | Posizione |
| ---- | ------------------------- | --------- |
| 2018 | Svizzera                  | 91        |
| 2018 | Germania                  | 31        |
| 2018 | Belgio (Vallonia)         | 173       |
| 2018 | Stati Uniti (Heatseekers) | 19        |